# Ajamil
Ajamil é um município da Espanha 
na província e comunidade autónoma de La Rioja, de área 65,87 km² com população de 80 habitantes (2004) e densidade populacional de 1,21 hab/km².

## Demografia
| Variação demográfica do município entre 1991 e 2004 | Variação demográfica do município entre 1991 e 2004 | Variação demográfica do município entre 1991 e 2004 | Variação demográfica do município entre 1991 e 2004 |
| --------------------------------------------------- | --------------------------------------------------- | --------------------------------------------------- | --------------------------------------------------- |
| 1991                                                | 1996                                                | 2001                                                | 2004                                                |
| 75                                                  | 79                                                  | 75                                                  | 80                                                  |